# Drôme
 Drôme  je francouzský departement ležící v regionu Auvergne-Rhône-Alpes. Název pochází od řeky Drôme. Hlavní město je Valence.

## Geografie

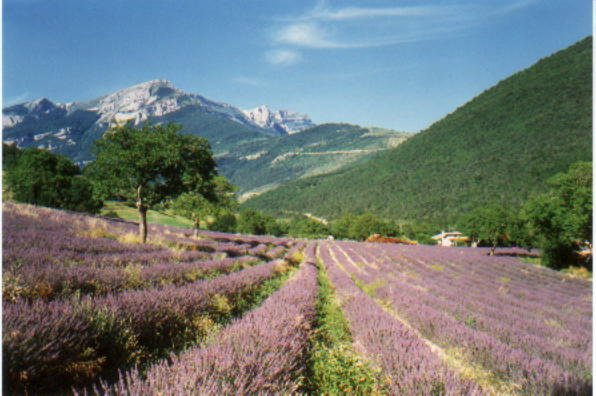
Alpy v Die

## Nejvýznamnější města
(stav obyvatel v 1999)
- Valence: 66,568
- Romans-sur-Isère: 33,665
- Montélimar: 32,896
- Nyons: 6,731

## Historie
Drôme je jedním z 83 departementů vytvořených během Francouzské revoluce 4. března 1790 aplikací zákona z 22. prosince 1789.

## Osobnosti spjaté s Drôme
- Diana de Poitiers, vévodkyně valenská
- Didier Auriol, automobilový závodník
- Érik Comas, automobilový závodník
- Sébastien Joly, cyklista
- Raphaël Poirée, biatlonista
- Charly Mottet, cyklista
- Ferdinand Cheval, lidový umělec a stavitel takzvaného „Palais idéal“